# أليساندرو كاسترو
أليساندرو كاسترو (بالإنجليزية: Alessandro Castro)‏ هو لاعب كرة قدم أمريكي، ولد في 26 فبراير 2000 في أتلانتا في الولايات المتحدة. لعب مع اتلانتا يونايتد 2.

## وصلات خارجية
- أليساندرو كاسترو على موقع قاعدة بيانات كرة القدم.إي يو (الإنجليزية)
- أليساندرو كاسترو على موقع Soccerway.com (الإنجليزية)